# 1362

## Родени
Сант Балджит Сингх

## Починали
- 28 септември – Урбан V, римски папа,
- Орхан I – османски бей